# Frederik Nicolai Jensen
Pour l’article homonyme, voir Jensen.
Frederik Nicolai Jensen (né le 21 juin 1818 à Bergen, mort le 28 novembre 1870 à Steigen) est un peintre norvégien.

## Biographie
Jensen, fils de Jens Johann Jensen (1774-1824), né à Husum, et de son épouse Johanne Marie Prom (1793-1878), est élève de l'école de la cathédrale de sa ville natale de Bergen comme son frère, qui devient plus tard un homme politique Christian Jensen (1823-1884). En 1840, il obtient un diplôme en théologie. En 1841, il s'inscrit pour étudier la peinture à l'académie des beaux-arts de Düsseldorf, après avoir déjà suivi des cours de peinture de paysage à Bergen auprès de Hans Leganger Reusch (no) (1800–1854). À Düsseldorf, Karl Ferdinand Sohn est son professeur le plus important. Il a aussi Rudolf Wiegmann comme professeur. En 1844, à la fin de ses études à l'académie de Düsseldorf, Jensen s'associe à Gustav Jacob Canton, Henry Ritter, Rudolf Jordan, Hans Fredrik Gude, Rudolf von Normann et Wilhelm Camphausen pour former le groupe Crignic, groupe démocrate et critique de l'Académie. Le nom est formé à partir des initiales de ses membres. Ce groupe est considéré comme le précurseur de Malkasten, fondée en 1848. Jensen quitte Düsseldorf en 1845.

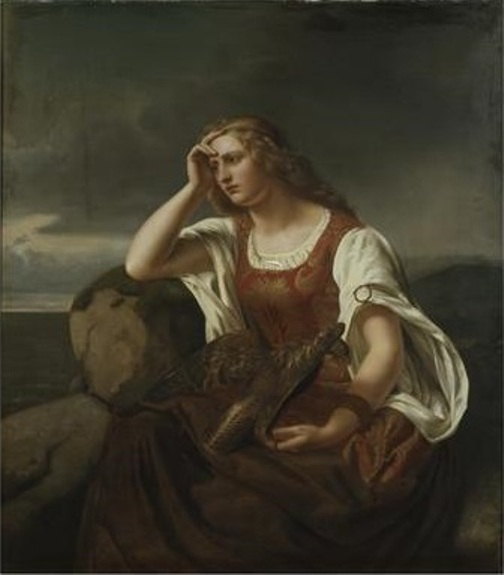
Ingeborg au bord de la mer, 1845, musée des beaux-arts de Bergen

Après des séjours à Munich, où il rencontre sa femme Ursula Franziska Reuter, née Schwaighart (1821-1910), et après un voyage en Italie, Jensen retourne à Bergen et tente de gagner sa vie en tant que portraitiste. Il s'intéresse aussi au théâtre. Il aide le musicien Ole Bull à fonder le Norske Theatre en 1849-1850 en formant des acteurs amateurs. Le Norske Theatre sera Den Nationale Scene, le plus ancien théâtre de Norvège.
En 1854, il accepte un poste de pasteur à Bø (Nordland), en 1863, il s'installe au presbytère de Steigen. Le fait qu'il peint encore à cette époque est illustré par le retable qu'il crée en 1869-1870, un triptyque pour l'église de Vågan à Kabelvåg sur les îles Lofoten. Il montre Jésus à Gethsémani fortifié par un ange (Lc 22:43 UE), entouré des disciples endormis.
De  1862 à 1864, Jensen est aussi homme politique. Pendant ce temps, il représente les électeurs du district de Nordland en tant que membre du Storting. En tant qu'écrivain philosophique, il ne se fait connaître qu'en 1874 grâce à l'ouvrage publié à titre posthume par Marcus Jacob Monrad (no).